# Battaglia dei forti di Taku (1858)
La battaglia dei forti di Taku del 1858, o prima battaglia dei forti di Taku (第一次大沽口之戰T), fu il primo attacco dell'alleanza anglo-francese contro i forti di Taku lungo il fiume Hai He a Tientsin, in Cina. Ebbe luogo il 20 maggio 1858, durante la seconda guerra dell'oppio.

## Contesto
Dopo lo scoppio della seconda guerra dell'oppio, l'alleanza anglo-francese con la battaglia di Canton del 1857 prese l'importante porto di Canton. L'imperatore Xianfeng ricevette la notizia che Canton era stata occupata il 27 gennaio 1858. Il contrammiraglio britannico Michael Seymour, nella speranza di forzare un accordo, ordinò di attaccare i forti di Taku, che rappresentavano la più veloce via di accesso a Pechino.

## La battaglia
Gli inglesi e i francesi inviarono una squadra di cannoniere al comando del contrammiraglio Michael Seymour per attaccare i forti cinesi di Taku. La battaglia si concluse con un successo alleato. La prima fase della seconda guerra dell'oppio si sarebbe conclusa con i trattati di Tientsin e i forti sarebbero tornati nelle mani dell'esercito Qing, portando alla seconda battaglia dei forti di Taku del 1859.